# Scott Reeder (bassist)
Scott Reeder (Barstow, 16 mei 1965) is een Amerikaans muzikant uit de Palm Desert Scene. Hij is vooral bekend als bassist van de bands Kyuss en The Obsessed.

## Biografie

### Jeugd en Kyuss
Reeder begon zijn muzikale loopbaan in kleine bands zoals 'Subservice' die later overvloeide in de band 'morphed into Dead Issue'. Een aantal van deze bandleden onder wie Reeder startte de band Across the River waarin Mario Lalli de zanger was.
Nadat de band uit elkaar viel sloot Reeder zich in 1990 aan bij de band The Obsessed. Reeder nam twee albums met deze band op waaronder: Lunar Womb (1991)
In 1992 sloot Reeder zich aan bij de stonerrock band Kyuss nadat Nick Oliveri uit de band stapte. Reeder bleef bij de band tot deze in 1995 uit elkaar ging.

### Tijd na Kyuss
Nadat Kyuss uit elkaar viel heeft Reeder enkele malen opgetreden als bassist bij Tool tot deze band in Justin Chancellor een vaste bassist vond. Reeder ging zich meer richten op het produceren van albums. Zo produceerde hij onder andere het album Coup de Grace van de band Orange Goblin waarin John Garcia meezong op de nummers: 'Made of Rats' en 'Jesus Beater'.
In 2003 deed hij auditie bij de band Metallica nadat Jason Newsted uit de band stapte. Hij is te zien in de documentaire Some Kind Of Monster. Uiteindelijk werd er gekozen voor Robert Trujillo.

## Discografie

### Solowerk
- 2006 – TunnelVision Brilliance – componist, tekstschrijver

### Groepsalbums

#### MetAcross the River
- 1986 – "N.O. (demo)" – basgitaar en achtergrondzang

#### MetKyuss
- 1994 – Welcome to Sky Valley – basgitaar, achtergrondzang
- 1996 – ...And the Circus Leaves Town – basgitaar, achtergrondzang
- 1996 – Shine! – basgitaar, zang
- 1996 – Into the Void – basgitaar
- 1997 – Kyuss/Queens of the Stone Age (split-ep) – basgitaar
- 2000 – Muchas Gracias: The Best of Kyuss – basgitaar, tekstschrijver

#### MetThe Obsessed
- 1992 – Lunar Womb – Engineering, producer, basgitaar
- 2001 – Incarnate – Engineering, producer, basgitaar op 'Spirit Caravan' en 'Skybone'

### Overig
- 2001 – Unida – El Coyote/The Great Divide
- 2004 – Goatsnake – Trampled Under Hoof
- 2005 – Bütcher – Auricle
- 2008 – The Freeks – The Freeks
- 2008 – Ten East – The Robot's Guide to Freedom
- 2008 – Dark Tooth Encounter – Soft Monsters (basgitaar op Weeping Pines)
- 2009 – Yawning Sons – Ceremony to the Sunset

### Producer
- 1992 – The Obsessed – Lunar Womb
- 2000 – Sunn O))) – ØØ Void
- 2002 – Orange Goblin – Coup de Grace
- 2002 – Sixty Watt Shaman – Reason to Live
- 2005 – Bütcher – Auricle
- 2005 – Whores of Tijuana – Whores of Tijuana
- 2007 – Dali's Llama – Sweet Sludge
- 2008 – Dali's Llama – Full on Dunes
- 2009 – Dali's Llama – Raw Is Real
- 2009 – Black Math Horseman – Wyllt
- 2010 – Blaak Heat Shujaa – Blaak Heat Shujaa
- 2010 – Karma to Burn – Appalachian Incantation
- 2010 – Whores of Tijuana – Psycholongevity
- 2011 – Angertea – Distrust (EP)
- 2012 – Rise of the Willing – Dark Desert Tales
- 2012 – A'rk – From Sunbeams to Gamma Rays (Beginnings)
- 2012 – Blaak Heat Shujaa – The Storm Generation
- 2012 – Solrize – Mano Cornuta